# Каниовские
Каниовские (пол. Kaniowski) — польский дворянский род.
Предок их, Валент-Казимир Каниовский, был хорунжим польских войск в 1700 г. и владел недвижимым имением в Волынском воеводстве. Потомки его также владели недвижимыми имениями и некоторые служили Российскому престолу в гражданской службе.
Род внесён в VI часть родословной книги Волынской губернии.

## Описание герба
В лазоревом щите сидящая на золотом, с червлёными глазами и языком медведе коронованная женщина с распущенными волосами в серебряной одежде. В правой руке она держит золотой скипетр, в левой — золотую розу.
Над щитом дворянский шлем с короной. Нашлемник: пять страусовых перьев: среднее — серебряное, второе и третье — лазоревые, боковые — золотые. Намёт: справа — лазоревый с серебром, слева — лазоревый с золотом.